# Coupe du monde de cyclisme sur piste 2018-2019
Navigation
Coupe du monde 2017-2018 Coupe du monde 2019-2020
La Coupe du monde de cyclisme sur piste 2018-2019 est une compétition organisée par l'UCI qui regroupe plusieurs épreuves de cyclisme sur piste. La saison débute le 19 octobre 2018 et se termine le 27 janvier 2019. Pour cette saison, six manches sont au programme. C'est la première fois depuis 1998 que la France accueille une manche de Coupe du monde.
Les courses de la Coupe du monde font partie de la qualification pour les Jeux olympiques d'été 2020 organisés à Tokyo. Pour la première fois de l’histoire de la Coupe du monde, des épreuves paracyclistes sont au programme de l'une des manches : la quatrième, à Londres.
Au classement par nations, l'Allemagne est la tenante du titre.

## Calendrier
| Date                        | Pays             | Vélodrome                              | Ville                     |
| --------------------------- | ---------------- | -------------------------------------- | ------------------------- |
| 19‐21 octobre 2018          | France           | Vélodrome de Saint-Quentin-en-Yvelines | Saint-Quentin-en-Yvelines |
| 26‐28 octobre 2018          | Canada           | Vélodrome de Milton                    | Milton                    |
| 30 novembre‐2 décembre 2018 | Allemagne        | Velodrom                               | Berlin                    |
| 14‐16 décembre 2018         | Grande-Bretagne  | Vélodrome de Londres                   | Londres                   |
| 18‐20 janvier 2019          | Nouvelle-Zélande | Avantidrome                            | Cambridge                 |
| 25‐27 janvier 2019          | Hong Kong        | Hong Kong Velodrome                    | Hong Kong                 |

## Classement par équipes
| Rang | Pays/Équipe      | SQY    | MIL    | BER    | LON    | CAM    | HKG    | Total   |
| ---- | ---------------- | ------ | ------ | ------ | ------ | ------ | ------ | ------- |
| 1.   | Australie        | 6315,0 | 3375,0 | 5225,0 | 2475,0 | 4265,0 | 6386,0 | 28041,0 |
| 2.   | Grande-Bretagne  | 6837,5 | 6251,0 | 5876,0 | 6526,0 | 950,0  | 350,0  | 26790,5 |
| 3.   | Allemagne        | 5415,0 | 4991,0 | 5885,0 | 4190,0 | 530,0  | 4218,5 | 25229,5 |
| 4.   | France           | 5435,0 | 5687,5 | 1975,0 | 3840,0 | 2825,0 | 4540,0 | 24302,5 |
| 5.   | Italie           | 4551,0 | 2978,0 | 3435,0 | 3190,0 | 3900,0 | 4625,0 | 22679,0 |
| 6.   | Pologne          | 4839,5 | 3484,5 | 3484,5 | 3844,5 | 3160,0 | 3632,0 | 22092,5 |
| 7.   | Nouvelle-Zélande | 5060,0 | 4588,5 | –      | 225,0  | 7000,0 | 3321,0 | 20194,5 |
| 8.   | Pays-Bas         | 4636,0 | 3225,0 | 5360,0 | 4500,0 | 860,0  | 1500,0 | 20081,0 |
| 9.   | Ukraine          | 3876,0 | 1805,0 | 2725,0 | 2016,0 | 3575,0 | 2855,0 | 16852,0 |
| 10.  | Russie           | 3740,0 | 3235,0 | 3423,5 | 1305,5 | 2628,5 | 2186,0 | 16518,5 |

## Hommes

### Kilomètre

#### Résultats
| Lieu   | Vainqueur      | Deuxième         | Troisième |
| ------ | -------------- | ---------------- | --------- |
| Berlin | Joachim Eilers | Quentin Lafargue | Theo Bos  |

#### Classement
| Pos. | Coureur          | BER | Pts |
| 1.   | Joachim Eilers   | 500 | 500 |
| 2.   | Quentin Lafargue | 450 | 450 |
| 3.   | Theo Bos         | 400 | 400 |
| 4.   | Sam Ligtlee      | 375 | 375 |
| 5.   | Eric Engler      | 350 | 350 |
| 6.   | Rasmus Pedersen  | 325 | 325 |
| 7.   | Krzysztof Maksel | 300 | 300 |
| 8.   | Tomáš Bábek      | 275 | 275 |
| 9.   | Jonathan Wale    | 250 | 250 |
| 10.  | Aidan Caves      | 225 | 225 |

### Keirin

#### Résultats
| Lieu                      | Vainqueur       | Deuxième          | Troisième         |
| ------------------------- | --------------- | ----------------- | ----------------- |
| Saint-Quentin-en-Yvelines | Yūta Wakimoto   | Edward Dawkins    | Krzysztof Maksel  |
| Milton                    | Jason Kenny     | Hugo Barrette     | Matthijs Büchli   |
| Berlin                    | Matthijs Büchli | Matthew Glaetzer  | Azizulhasni Awang |
| Londres                   | Matthijs Büchli | Azizulhasni Awang | Theo Bos          |
| Cambridge                 | Edward Dawkins  | Quentin Lafargue  | Yudai Nitta       |
| Hong Kong                 | Theo Bos        | Tomoyuki Kawabata | Oh Je-seok        |

#### Classement
| Pos. | Coureur           | SQY | MIL | BER | LON | CAM | HKG | Pts  |
| 1.   | Matthijs Büchli   | –   | 400 | 500 | 500 | –   | –   | 1400 |
| 2.   | Hugo Barrette     | –   | 450 | 110 | 190 | 325 | 325 | 1400 |
| 3.   | Theo Bos          | 350 | –   | –   | 400 | –   | 500 | 1250 |
| 4.   | Edward Dawkins    | 450 | 275 | –   | –   | 500 | –   | 1225 |
| 5.   | Azizulhasni Awang | 175 | 120 | 400 | 450 | –   | –   | 1145 |
| 6.   | Yudai Nitta       | –   | –   | 250 | –   | 400 | 375 | 1025 |
| 7.   | Matthew Glaetzer  | 250 | –   | 450 | 300 | –   | –   | 1000 |
| 8.   | Juan Peralta      | 80  | 175 | 110 | 175 | 175 | 250 | 965  |
| 9.   | Kevin Quintero    | 120 | 225 | 350 | 250 | –   | –   | 945  |
| 10.  | Yūta Wakimoto     | 500 | 325 | –   | –   | –   | –   | 825  |

### Vitesse

#### Résultats
| Lieu                      | Vainqueur        | Deuxième         | Troisième        |
| ------------------------- | ---------------- | ---------------- | ---------------- |
| Saint-Quentin-en-Yvelines | Matthew Glaetzer | Harrie Lavreysen | Jeffrey Hoogland |
| Milton                    | Matthew Glaetzer | Harrie Lavreysen | Jeffrey Hoogland |
| Berlin                    | Matthew Glaetzer | Matthijs Büchli  | Rayan Helal      |
| Londres                   | Harrie Lavreysen | Matthew Glaetzer | Jeffrey Hoogland |
| Cambridge                 | Nathan Hart      | Mateusz Rudyk    | Sébastien Vigier |
| Hong Kong                 | Thomas Clarke    | James Brister    | Xu Chao          |

#### Classement
| Pos. | Coureur          | SQY | MIL | BER | LON | CAM | HKG | Pts  |
| 1.   | Matthew Glaetzer | 500 | 500 | 500 | 450 | –   | –   | 1950 |
| 2.   | Mateusz Rudyk    | 375 | 250 | 375 | 275 | 450 | –   | 1725 |
| 3.   | Jeffrey Hoogland | 400 | 400 | 250 | 400 | –   | –   | 1450 |
| 4.   | Harrie Lavreysen | 450 | 450 | –   | 500 | –   | –   | 1400 |
| 5.   | Tomohiro Fukaya  | 90  | 325 | 50  | –   | 275 | 205 | 945  |
| 6.   | Xu Chao          | –   | –   | 190 | –   | 300 | 400 | 890  |
| 7.   | Nicholas Paul    | –   | –   | 205 | 350 | –   | 325 | 880  |
| 8.   | Nathan Hart      | –   | 375 | –   | –   | 500 | –   | 875  |
| 9.   | Vasilijus Lendel | 190 | 175 | 145 | 225 | –   | 120 | 855  |
| 10.  | Grégory Baugé    | 250 | 350 | –   | –   | 250 | –   | 850  |

### Vitesse par équipes

#### Résultats
| Lieu                      | Vainqueur                                                                          | Deuxième                                                               | Troisième                                                                    |
| ------------------------- | ---------------------------------------------------------------------------------- | ---------------------------------------------------------------------- | ---------------------------------------------------------------------------- |
| Saint-Quentin-en-Yvelines | Pays-Bas Roy van den Berg Jeffrey Hoogland Sam Ligtlee                             | France Grégory Baugé Michaël D'Almeida Sébastien Vigier                | Russie Denis Dmitriev Shane Perkins Pavel Yakushevskiy                       |
| Milton                    | Pays-Bas Nils van 't Hoenderdaal Harrie Lavreysen Jeffrey Hoogland Sam Ligtlee (q) | BEAT Cycling Club Roy van den Berg Theo Bos Matthijs Büchli            | Grande-Bretagne Ryan Owens Philip Hindes Jason Kenny                         |
| Berlin                    | Pays-Bas Nils van 't Hoenderdaal Harrie Lavreysen Jeffrey Hoogland Sam Ligtlee (q) | Grande-Bretagne Ryan Owens Philip Hindes Jason Kenny Jack Carlin (q)   | Allemagne Timo Bichler Stefan Bötticher Joachim Eilers Maximilian Levy (q)   |
| Londres                   | Pays-Bas Roy van den Berg Harrie Lavreysen Matthijs Büchli Jeffrey Hoogland (q)    | Grande-Bretagne Ryan Owens Philip Hindes Joseph Truman Jason Kenny (q) | Allemagne Timo Bichler Maximilian Levy Joachim Eilers                        |
| Cambridge                 | Nouvelle-Zélande Ethan Mitchell Sam Webster Edward Dawkins                         | Australie Nathan Hart Jacob Schmid Thomas Clarke                       | France Grégory Baugé Sébastien Vigier Michaël D'Almeida Quentin Lafargue (q) |
| Hong Kong                 | Australie Matthew Richardson Thomas Clarke James Brister                           | Japon Kazuki Amagai Yudai Nitta Tomohiro Fukaya                        | Pologne Mateusz Milek Maciej Bielecki Patryk Rajkowski                       |

#### Classement
| Pos. | Équipe           | SQY   | MIL   | BER   | LON   | CAM   | HKG   | Pts    |
| 1.   | Pays-Bas         | 750   | 750   | 750   | 750   | –     | –     | 3000   |
| 2.   | Pologne          | 487.5 | 450   | 412.5 | 562.5 | 450   | 600   | 2962.5 |
| 3.   | France           | 675   | 487.5 | 525   | 525,  | 600   | –     | 2812.5 |
| 4.   | Tchéquie         | 412.5 | 412.5 | 450   | 262.5 | 525   | 487.5 | 2550   |
| 5.   | Grande-Bretagne  | 562.5 | 600   | 675   | 675   | –     | –     | 2512.5 |
| 6.   | Australie        | 525   | 525   | –     | –     | 675   | 750   | 2475   |
| 7.   | Allemagne        | 450   | 375   | 600   | 600   | –     | 337.5 | 2362.5 |
| 8.   | Russie           | 600   | 285   | 307.5 | 337.5 | 337.5 | 450   | 2317.5 |
| 9.   | Nouvelle-Zélande | 285   | 562.5 | –     | –     | 750   | 525   | 2122.5 |
| 10.  | Chine            | –     | –     | 487.5 | 487.5 | 562.5 | 375   | 1912.5 |

### Poursuite par équipes

#### Résultats
| Lieu                      | Vainqueur                                                                               | Deuxième                                                                          | Troisième                                                                                  |
| ------------------------- | --------------------------------------------------------------------------------------- | --------------------------------------------------------------------------------- | ------------------------------------------------------------------------------------------ |
| Saint-Quentin-en-Yvelines | Danemark Julius Johansen Lasse Norman Hansen Rasmus Pedersen Casper von Folsach         | Grande-Bretagne Oliver Wood Mark Stewart Ed Clancy Kian Emadi Steven Burke (q)    | Italie Michele Scartezzini Liam Bertazzo Filippo Ganna Francesco Lamon Simone Consonni (q) |
| Milton                    | Danemark Casper von Folsach Lasse Norman Hansen Julius Johansen Rasmus Pedersen         | Huub Wattbike Test Team John Archibald Daniel Bigham Harry Tanfield Jonathan Wale | Grande-Bretagne Oliver Wood Steven Burke Ed Clancy Kian Emadi Mark Stewart (q)             |
| Berlin                    | Australie Sam Welsford Kelland O'Brien Alexander Porter Leigh Howard Cameron Scott (q)  | Danemark Julius Johansen Lasse Norman Hansen Rasmus Pedersen Casper von Folsach   | Canada Derek Gee Aidan Caves Michael Foley Jay Lamoureux Adam Jamieson (q)                 |
| Londres                   | Huub Wattbike Test Team John Archibald Daniel Bigham Ashton Lambie Jonathan Wale        | Belgique Lindsay De Vylder Kenny De Ketele Robbe Ghys Fabio Van Den Bossche       | Grande-Bretagne Matthew Walls William Tidball Ethan Vernon Fred Wright Ethan Hayter (q)    |
| Cambridge                 | Nouvelle-Zélande Regan Gough Campbell Stewart Jordan Kerby Nick Kergozou Tom Sexton (q) | Canada Aidan Caves Derek Gee Adam Jamieson Jay Lamoureux Vincent De Haître (q)    | Suisse Claudio Imhof Stefan Bissegger Frank Pasche Cyrille Thièry Lukas Rüegg (q)          |
| Hong Kong                 | Italie Liam Bertazzo Francesco Lamon Filippo Ganna Davide Plebani                       | États-Unis Daniel Summerhill Ashton Lambie Colby Lange Eric Young                 | Australie Godfrey Slattery Jarrad Drizners Conor Leahy Lucas Plapp                         |

#### Classement
| Pos. | Équipe                  | SQY  | MIL  | BER  | LON  | CAM | HKG  | Pts  |
| 1.   | Italie                  | 800  | 500  | 500  | 750  | 650 | 1000 | 4200 |
| 2.   | Danemark                | 1000 | 1000 | 900  | 700  | –   | –    | 3600 |
| 3.   | Huub Wattbike Test Team | 750  | 900  | 750  | 1000 | –   | –    | 3400 |
| 4.   | Grande-Bretagne         | 900  | 800  | 700  | 800  | –   | –    | 3200 |
| 5.   | Allemagne               | 700  | 650  | 650  | 550  |     | 550  | 3100 |
| 6.   | Suisse                  | 410  | 450  | 290  | –    | 800 | 700  | 2650 |
| 7.   | France                  | 600  | 750  | –    | 500  | –   | 750  | 2600 |
| 8.   | Belgique                | 450  | 600  | 600  | 900  | –   | –    | 2550 |
| 9.   | Australie               | –    | –    | 1000 | –    | 700 | 800  | 2500 |
| 10.  | Russie                  | 550  | 410  | 550  | –    | 550 | 410  | 2470 |

### Scratch

#### Résultats
| Lieu                      | Vainqueur          | Deuxième        | Troisième          |
| ------------------------- | ------------------ | --------------- | ------------------ |
| Saint-Quentin-en-Yvelines | Stefan Matzner     | Leigh Howard    | Adrien Garel       |
| Milton                    | Vitaliy Hryniv     | Oliver Wood     | Christos Volikakis |
| Cambridge                 | Christos Volikakis | Théry Schir     | Stefan Matzner     |
| Hong Kong                 | Guo Liang          | Adrian Hegyvary | Clément Davy       |

#### Classement
| Pos. | Coureur            | SQY | MIL | CAM | HKG | Pts  |
| 1.   | Vitaliy Hryniv     | 225 | 500 | 350 | 205 | 1280 |
| 2.   | Stefan Matzner     | 500 | 130 | 400 | 225 | 1255 |
| 3.   | Christos Volikakis | –   | 400 | 500 | –   | 900  |
| 4.   | Yauheni Karaliok   | 300 | –   | 190 | 375 | 865  |
| 5.   | Guo Liang          | –   | –   | 275 | 500 | 775  |
| 6.   | Clément Davy       | –   | 325 | –   | 400 | 725  |
| 7.   | Felix English      | 325 | 375 | –   | –   | 700  |
| 8.   | Adrian Hegyvary    | –   | –   | 225 | 450 | 675  |
| 9.   | João Matias        | –   | –   | 250 | 325 | 575  |
| 10.  | Leung Ka-yu        | 350 | 160 | –   | –   | 510  |

### Course aux points

#### Résultats
| Lieu                      | Vainqueur        | Deuxième     | Troisième          |
| ------------------------- | ---------------- | ------------ | ------------------ |
| Saint-Quentin-en-Yvelines | Moritz Malcharek | Mark Stewart | Christos Volikakis |

#### Classement
| Pos. | Coureur               | SQY | Pts |
| 1.   | Moritz Malcharek      | 500 | 500 |
| 2.   | Mark Stewart          | 450 | 450 |
| 3.   | Christos Volikakis    | 400 | 400 |
| 4.   | Sebastián Mora        | 375 | 375 |
| 5.   | Vitaliy Hryniv        | 350 | 350 |
| 6.   | Wojciech Pszczolarski |     | 325 |
| 7.   | Fintan Ryan           | 300 | 300 |
| 8.   | Miguel Do Rego        | 275 | 275 |
| 9.   | Kenny De Ketele       | 250 | 250 |
| 10.  | Robin Froidevaux      | 225 | 225 |

### Américaine

#### Résultats
| Lieu                      | Vainqueur                                       | Deuxième                                          | Troisième                                  |
| ------------------------- | ----------------------------------------------- | ------------------------------------------------- | ------------------------------------------ |
| Saint-Quentin-en-Yvelines | Danemark Lasse Norman Hansen Michael Mørkøv     | Pologne Wojciech Pszczolarski Daniel Staniszewski | Australie Kelland O'Brien Leigh Howard     |
| Milton                    | Danemark Julius Johansen Casper von Folsach     | Grande-Bretagne Mark Stewart Oliver Wood          | États-Unis Daniel Holloway Adrian Hegyvary |
| Berlin                    | Danemark Lasse Norman Hansen Casper von Folsach | Grande-Bretagne Mark Stewart Oliver Wood          | Allemagne Roger Kluge Theo Reinhardt       |
| Londres                   | Danemark Julius Johansen Casper von Folsach     | Grande-Bretagne Fred Wright Matthew Walls         | Espagne Albert Torres Sebastián Mora       |
| Cambridge                 | Nouvelle-Zélande Campbell Stewart Aaron Gate    | Pays-Bas Yoeri Havik Roy Pieters                  | États-Unis Daniel Holloway Adrian Hegyvary |
| Hong Kong                 | Nouvelle-Zélande Thomas Sexton Campbell Stewart | Australie Sam Welsford Kelland O'Brien            | France Benjamin Thomas Florian Maitre      |

#### Classement
| Pos. | Équipe           | SQY | MIL | BER | LON | CAM | HKG | Pts  |
| 1.   | Danemark         | 500 | 500 | 500 | 500 | –   | –   | 2000 |
| 2.   | Italie           | 250 | 175 | 375 | 325 | 350 | 300 | 1775 |
| 3.   | Grande-Bretagne  | 375 | 450 | 450 | 450 | –   | –   | 1725 |
| 4.   | Pays-Bas         | 225 | –   | 325 | 375 | 450 | 205 | 1580 |
| 5.   | Nouvelle-Zélande | 120 | 225 | –   | 225 | 500 | 500 | 1570 |
| 6.   | Espagne          | 350 | 325 | 205 | 400 | 160 | 110 | 1550 |
| 7.   | Suisse           | 175 | 250 | 190 | 275 | 300 | 350 | 1540 |
| 8.   | Autriche         | 300 | 145 | 225 | 350 | 275 | 145 | 1440 |
| 9.   | Australie        | 400 | –   | 350 | –   | 225 | 450 | 1425 |
| 10.  | Allemagne        | 325 | 190 | 400 | 190 | –   | 175 | 1280 |

### Omnium

#### Résultats
| Lieu                      | Vainqueur       | Deuxième        | Troisième            |
| ------------------------- | --------------- | --------------- | -------------------- |
| Saint-Quentin-en-Yvelines | Albert Torres   | Oliver Wood     | Benjamin Thomas      |
| Milton                    | Benjamin Thomas | Mark Stewart    | Campbell Stewart     |
| Berlin                    | Sam Welsford    | Albert Torres   | Jan-Willem van Schip |
| Londres                   | Matthew Walls   | Ignacio Prado   | Elia Viviani         |
| Cambridge                 | Claudio Imhof   | Raman Tsishkou  | Liam Bertazzo        |
| Hong Kong                 | Cameron Meyer   | Benjamin Thomas | Campbell Stewart     |

#### Classement
| Pos. | Coureur              | SQY | MIL | BER | LON | CAM | HKG | Pts  |
| 1.   | Christos Volikakis   | 325 | –   | 375 | 375 | 375 | 350 | 1800 |
| 2.   | Benjamin Thomas      | 400 | 500 | –   | –   | –   | 450 | 1350 |
| 3.   | Raman Tsishkou       | 300 | –   | 225 | –   | 450 | 325 | 1300 |
| 4.   | Albert Torres        | 500 | 300 | 450 | –   | –   | –   | 1250 |
| 5.   | Jan-Willem van Schip | 375 | –   | 400 | 325 | –   | –   | 1100 |
| 6.   | Claudio Imhof        | –   | 350 | 190 | –   | 500 | –   | 1040 |
| 7.   | Moritz Malcharek     | –   | 325 | 300 | 205 | –   | 90  | 920  |
| 8.   | Campbell Stewart     | –   | 400 | –   | –   | –   | 400 | 800  |
| 9.   | Lindsay De Vylder    | –   | 375 | –   | 250 | –   | 160 | 785  |
| 10.  | Ignacio Prado        | –   | 145 | 145 | 450 | –   | –   | 740  |

## Femmes

### 500 mètres

#### Résultats
| Lieu   | Vainqueur       | Deuxième     | Troisième      |
| ------ | --------------- | ------------ | -------------- |
| Berlin | Olena Starikova | Miriam Welte | Daria Shmeleva |

#### Classement
| Pos. | Coureuse        | BER | Pts |
| 1.   | Olena Starikova | 500 | 500 |
| 2.   | Miriam Welte    | 450 | 450 |
| 3.   | Daria Shmeleva  | 400 | 400 |
| 4.   | Elis Ligtlee    | 375 | 375 |
| 5.   | Urszula Łoś     | 350 | 350 |
| 6.   | Tania Calvo     | 325 | 325 |
| 7.   | Lauren Bate     | 300 | 300 |
| 8.   | Miriam Vece     | 275 | 275 |
| 9.   | Jessica Salazar | 250 | 250 |
| 10.  | Lin Junhong     | 225 | 225 |

### Keirin

#### Résultats
| Lieu                      | Vainqueur           | Deuxième         | Troisième           |
| ------------------------- | ------------------- | ---------------- | ------------------- |
| Saint-Quentin-en-Yvelines | Laurine van Riessen | Daria Shmeleva   | Lee Wai-sze         |
| Milton                    | Madalyn Godby       | Stephanie Morton | Martha Bayona       |
| Berlin                    | Laurine van Riessen | Emma Hinze       | Yuka Kobayashi      |
| Londres                   | Stephanie Morton    | Daria Shmeleva   | Urszula Łoś         |
| Cambridge                 | Lee Wai-sze         | Katy Marchant    | Lyubov Basova       |
| Hong Kong                 | Lee Wai-sze         | Riyu Ohta        | Jessica Lee Hoi-yan |

#### Classement
| Pos. | Coureuse            | SQY | MIL | BER | LON | CAM | HKG | Pts  |
| 1.   | Lee Wai-sze         | 400 | 375 | –   | –   | 500 | 500 | 1775 |
| 2.   | Stephanie Morton    | 250 | 450 | 325 | 500 | –   | –   | 1525 |
| 3.   | Laurine van Riessen | 500 | 205 | 500 | 300 | –   | –   | 1505 |
| 4.   | Simona Krupeckaitė  | 375 | 225 | 350 | 190 | –   | 225 | 1365 |
| 5.   | Urszula Łoś         | 225 | 175 | –   | 400 | 375 | 120 | 1295 |
| 6.   | Katy Marchant       | 175 | 80  | 175 | 375 | 450 | –   | 1255 |
| 7.   | Daria Shmeleva      | 450 | 350 | –   | 450 | –   | –   | 1250 |
| 8.   | Lyubov Basova       | 80  | 175 | 120 | 175 | 400 | 250 | 1200 |
| 9.   | Emma Hinze          | –   | 300 | 450 | –   | –   | 375 | 1125 |
| 10.  | Nicky Degrendele    | 325 | –   | –   | 225 | 225 | 350 | 1125 |

### Vitesse

#### Résultats
| Lieu                      | Vainqueur        | Deuxième           | Troisième           |
| ------------------------- | ---------------- | ------------------ | ------------------- |
| Saint-Quentin-en-Yvelines | Lee Wai-sze      | Stephanie Morton   | Daria Shmeleva      |
| Milton                    | Lee Wai-sze      | Emma Hinze         | Stephanie Morton    |
| Berlin                    | Stephanie Morton | Anastasiia Voinova | Olena Starikova     |
| Londres                   | Stephanie Morton | Emma Hinze         | Laurine van Riessen |
| Cambridge                 | Lee Wai-sze      | Olena Starikova    | Kaarle McCulloch    |
| Hong Kong                 | Lee Wai-sze      | Lee Hye-jin        | Simona Krupeckaitė  |

#### Classement
| Pos. | Coureuse            | SQY | MIL | BER | LON | CAM | HKG | Pts  |
| 1.   | Olena Starikova     | 275 | 225 | 400 | 375 | 450 | 375 | 2100 |
| 2.   | Lee Wai-sze         | 500 | 500 | –   | –   | 500 | 500 | 2000 |
| 3.   | Stephanie Morton    | 450 | 400 | 500 | 500 | –   | –   | 1850 |
| 4.   | Katy Marchant       | 300 | 190 | 300 | 325 | 275 | 190 | 1580 |
| 5.   | Daria Shmeleva      | 400 | 375 | 375 | 250 | –   | –   | 1400 |
| 6.   | Laurine van Riessen | 325 | 250 | 350 | 400 | –   | –   | 1325 |
| 7.   | Mathilde Gros       | 375 | 350 | –   | 205 | 350 | –   | 1280 |
| 8.   | Emma Hinze          | –   | 450 | 325 | 400 | –   | –   | 1225 |
| 9.   | Simona Krupeckaitė  | 700 | 160 | 190 | 275 | –   | 400 | 1095 |
| 10.  | Miglė Marozaitė     | 225 | 110 | 250 | 120 | 225 | 120 | 1050 |

### Vitesse par équipes

#### Résultats
| Lieu                      | Vainqueur                                         | Deuxième                                    | Troisième                                         |
| ------------------------- | ------------------------------------------------- | ------------------------------------------- | ------------------------------------------------- |
| Saint-Quentin-en-Yvelines | Gazprom-RusVelo Anastasiia Voinova Daria Shmeleva | Australie Kaarle McCulloch Stephanie Morton | Ukraine Lyubov Basova Olena Starikova             |
| Milton                    | Australie Kaarle McCulloch Stephanie Morton       | Allemagne Miriam Welte Emma Hinze           | Gazprom-RusVelo Anastasiia Voinova Daria Shmeleva |
| Berlin                    | Gazprom-RusVelo Anastasiia Voinova Daria Shmeleva | Allemagne Miriam Welte Emma Hinze           | Chine Junhong Lin Zhong Tianshi                   |
| Londres                   | Chine Junhong Lin Zhong Tianshi                   | Allemagne Miriam Welte Emma Hinze           | Pays-Bas Kyra Lamberink Shanne Braspennincx       |
| Cambridge                 | Holy Brother Cycling Team Song Chaorui Bao Shanju | France Sandie Clair Mathilde Gros           | Pologne Marlena Karwacka Urszula Łoś              |
| Hong Kong                 | Chine Junhong Lin Zhong Tianshi                   | Ukraine Lyubov Basova Olena Starikova       | Lituanie Migle Marozaite Simona Krupeckaite       |

#### Classement
| Pos. | Équipe          | SQY | MIL | BER | LON | CAM | HKG | Pts  |
| 1.   | Allemagne       | 350 | 450 | 450 | 450 | –   | 375 | 2075 |
| 2.   | Ukraine         | 400 | 350 | 325 | 205 | 250 | 450 | 1980 |
| 3.   | Pologne         | 250 | 300 | 250 | 225 | 400 | 350 | 1775 |
| 4.   | Gazprom-RusVelo | 500 | 400 | 500 | 350 | –   | –   | 1750 |
| 5.   | Chine           | 190 | –   | 400 | 500 | 130 | 500 | 1720 |
| 6.   | Lituanie        | 275 | 225 | 225 | 325 | 160 | 400 | 1610 |
| 7.   | Grande-Bretagne | 300 | 250 | 350 | 250 | 225 | 160 | 1535 |
| 8.   | France          | 325 | 275 | –   | 375 | 450 | –   | 1424 |
| 9.   | Espagne         | 205 | 205 | 190 | 175 | 300 | 325 | 1400 |
| 10.  | Pays-Bas        | 225 | 375 | 375 | 400 | –   | –   | 1375 |

### Poursuite par équipes

#### Résultats
| Lieu                      | Vainqueur                                                                                         | Deuxième                                                                                         | Troisième                                                                                             |
| ------------------------- | ------------------------------------------------------------------------------------------------- | ------------------------------------------------------------------------------------------------ | --- |
| Saint-Quentin-en-Yvelines | Australie Kristina Clonan Ashlee Ankudinoff Georgia Baker Macey Stewart                           | Nouvelle-Zélande Bryony Botha Rushlee Buchanan Holly Edmondston Kirstie James Racquel Sheath (q) | Italie Letizia Paternoster Elisa Balsamo Marta Cavalli Silvia Valsecchi Maria Giulia Confalonieri (q) |
| Milton                    | Grande-Bretagne Laura Kenny Katie Archibald Elinor Barker Eleanor Dickinson                       | Italie Elisa Balsamo Marta Cavalli Simona Frapporti Silvia Valsecchi                             | Nouvelle-Zélande Bryony Botha Rushlee Buchanan Holly Edmondston Kirstie James Ellesse Andrews (q)     |
| Berlin                    | Grande-Bretagne Katie Archibald Emily Kay Laura Kenny Emily Nelson Jessica Roberts                | Australie Annette Edmondson Ashlee Ankudinoff Amy Cure Georgia Baker                             | Canada Allison Beveridge Annie Foreman-Mackey Stephanie Roorda Ariane Bonhomme Kinley Gibson          |
| Londres                   | Grande-Bretagne Katie Archibald Eleanor Dickinson Neah Evans Laura Kenny Elinor Barker (q)        | États-Unis Christina Birch Kelly Catlin Kimberly Geist Emma White                                | Italie Elisa Balsamo Simona Frapporti Vittoria Guazzini Silvia Valsecchi                              |
| Cambridge                 | Nouvelle-Zélande Racquel Sheath Bryony Botha Rushlee Buchanan Kirstie James Michaela Drummond (q) | Canada Allison Beveridge Ariane Bonhomme Annie Foreman-Mackey Georgia Simmerling                 | Italie Elisa Balsamo Letizia Paternoster Martina Alzini Marta Cavalli                                 |
| Hong Kong                 | Italie Elisa Balsamo Letizia Paternoster Martina Alzini Marta Cavalli                             | Allemagne Franziska Brauße Gudrun Stock Charlotte Becker Lisa Klein                              | Nouvelle-Zélande Lauren Ellis Ellesse Andrews Michaela Drummond Emily Shearman Jessie Hodges (q)      |

#### Classement
| Pos. | Équipe           | SQY  | MIL  | BER  | LON  | CAM  | HKG  | Pts  |
| 1.   | Italie           | 800  | 900  | 750  | 800  | 800  | 1000 | 5050 |
| 2.   | Grande-Bretagne  | 700  | 1000 | 1000 | 1000 | –    | –    | 3700 |
| 3.   | Nouvelle-Zélande | 900  | 800  | –    | –    | 1000 | 800  | 3500 |
| 4.   | Allemagne        | 750  | 750  | 550  | 380  | –    | 900  | 3330 |
| 5.   | Canada           | –    | 700  | 800  | –    | 900  | 550  | 2950 |
| 6.   | Chine            | 600  | 410  | 450  | 450  | 600  | 350  | 2860 |
| 7.   | Pologne          | 500  | 450  | 600  | 700  | –    | 450  | 2700 |
| 8.   | Australie        | 1000 | –    | 900  | –    | –    | 700  | 2600 |
| 9.   | France           | 650  | 550  | –    | 500  | –    | 750  | 2450 |
| 10.  | Belgique         | –    | –    | 500  | 600  | 700  | 600  | 2400 |

### Scratch

#### Résultats
| Lieu                      | Vainqueur            | Deuxième                 | Troisième        |
| ------------------------- | -------------------- | ------------------------ | ---------------- |
| Saint-Quentin-en-Yvelines | Ashlee Ankudinoff    | Megan Barker             | Daria Pikulik    |
| Milton                    | Alexandra Goncharova | Olivija Baleišytė        | Jennifer Valente |
| Cambridge                 | Martina Fidanza      | Daria Pikulik            | Jessie Hodges    |
| Hong Kong                 | Martina Fidanza      | Alexandra Martin-Wallace | Jolien D'Hoore   |

#### Classement
| Pos. | Coureuse             | SQY | MIL | CAM | HKG | Pts  |
| 1.   | Martina Fidanza      | –   | –   | 500 | 500 | 1000 |
| 2.   | Lisa Küllmer         | 350 | 300 | –   | 325 | 975  |
| 3.   | Alexandra Goncharova | 225 | 500 | 225 | –   | 950  |
| 4.   | Holly Edmondston     | 275 | 325 | 300 | –   | 900  |
| 5.   | Daria Pikulik        | 400 | –   | 450 | –   | 850  |
| 6.   | Ana Usabiaga         | –   | 375 | –   | 375 | 750  |
| 7.   | Palina Pivavarava    | –   | –   | 375 | 300 | 675  |
| 8.   | Olivija Baleišytė    | 205 | 450 | –   | –   | 655  |
| 9.   | Katerina Kohoutková  | 120 | 160 | 190 | 120 | 590  |
| 10.  | Nao Suzuki           | –   | –   | 350 | 225 | 575  |

### Course aux points

#### Résultats
| Lieu                      | Vainqueur                 | Deuxième      | Troisième        |
| ------------------------- | ------------------------- | ------------- | ---------------- |
| Saint-Quentin-en-Yvelines | Maria Giulia Confalonieri | Hanna Solovey | Charlotte Becker |

#### Classement
| Pos. | Coureuse                  | SQY | Pts |
| 1.   | Maria Giulia Confalonieri | 500 | 500 |
| 2.   | Hanna Solovey             | 450 | 450 |
| 3.   | Charlotte Becker          | 400 | 400 |
| 4.   | Verena Eberhardt          | 375 | 375 |
| 5.   | Lydia Gurley              | 350 | 350 |
| 6.   | Jarmila Machačová         | 325 | 325 |
| 7.   | Rebecca Raybould          | 300 | 300 |
| 8.   | Michaela Drummond         | 275 | 275 |
| 9.   | Anita Stenberg            | 250 | 250 |
| 10.  | Olivija Baleišytė         | 225 | 225 |

### Américaine

#### Résultats
| Lieu                      | Vainqueur                                         | Deuxième                                             | Troisième                                        |
| ------------------------- | ------------------------------------------------- | ---------------------------------------------------- | ------------------------------------------------ |
| Saint-Quentin-en-Yvelines | Danemark Amalie Dideriksen Julie Leth             | Grande-Bretagne Neah Evans Emily Kay                 | Australie Georgia Baker Macey Stewart            |
| Milton                    | Grande-Bretagne Katie Archibald Eleanor Dickinson | Danemark Amalie Dideriksen Julie Leth                | Canada Allison Beveridge Stephanie Roorda        |
| Berlin                    | Grande-Bretagne Laura Kenny Emily Nelson          | Danemark Trine Schmidt Julie Leth                    | Belgique Jolien D'Hoore Lotte Kopecky            |
| Londres                   | Grande-Bretagne Katie Archibald Laura Kenny       | Australie Amy Cure Annette Edmondson                 | Belgique Jolien D'Hoore Lotte Kopecky            |
| Cambridge                 | Belgique Jolien D'Hoore Lotte Kopecky             | Italie Letizia Paternoster Maria Giulia Confalonieri | Nouvelle-Zélande Racquel Sheath Rushlee Buchanan |
| Hong Kong                 | Pays-Bas Kirsten Wild Amy Pieters                 | Belgique Jolien D'Hoore Lotte Kopecky                | Italie Elisa Balsamo Maria Giulia Confalonieri   |

#### Classement
| Pos. | Équipe          | SQY | MIL | BER | LON | CAM | HKG | Pts  |
| 1.   | Grande-Bretagne | 450 | 500 | 500 | 500 | –   | –   | 1950 |
| 2.   | Italie          | 325 | 275 | 120 | 350 | 450 | 400 | 1920 |
| 3.   | Russie          | 275 | 375 | 375 | –   | 375 | 375 | 1775 |
| 4.   | Belgique        | –   | –   | 400 | 400 | 500 | 450 | 1750 |
| 5.   | Danemark        | 500 | 450 | 450 | –   | –   | –   | 1400 |
| 6.   | Canada          | –   | 400 | 300 | 225 | 300 | 160 | 1385 |
| 7.   | Ukraine         | 375 | –   | 250 | 190 | 325 | 225 | 1365 |
| 8.   | Pays-Bas        | 250 | –   | 190 | 375 | –   | 500 | 1315 |
| 9.   | Australie       | 400 | –   | 325 | 450 | –   | 130 | 1305 |
| 10.  | Pologne         | 205 | 205 | 275 | 325 | –   | 250 | 1260 |

### Omnium

#### Résultats
| Lieu                      | Vainqueur         | Deuxième            | Troisième         |
| ------------------------- | ----------------- | ------------------- | ----------------- |
| Saint-Quentin-en-Yvelines | Kirsten Wild      | Letizia Paternoster | Neah Evans        |
| Milton                    | Laura Kenny       | Lizbeth Salazar     | Jennifer Valente  |
| Berlin                    | Katie Archibald   | Letizia Paternoster | Jennifer Valente  |
| Londres                   | Kirsten Wild      | Jennifer Valente    | Allison Beveridge |
| Cambridge                 | Annette Edmondson | Allison Beveridge   | Yūmi Kajihara     |
| Hong Kong                 | Kirsten Wild      | Laurie Berthon      | Alexandra Manly   |

#### Classement
| Pos. | Coureuse            | SQY | MIL | BER | LON | CAM | HKG | Pts  |
| 1.   | Kirsten Wild        | 500 | –   | –   | 500 | –   | 500 | 1500 |
| 2.   | Allison Beveridge   | –   | 205 | 325 | 400 | 450 | –   | 1380 |
| 3.   | Lotte Kopecky       | –   | –   | 300 | 300 | 375 | 350 | 1325 |
| 4.   | Olivija Baleišytė   | 375 | 190 | 275 | 225 | 250 | –   | 1315 |
| 5.   | Letizia Paternoster | 450 | –   | 450 | –   | –   | 375 | 1275 |
| 6.   | Jennifer Valente    | –   | 400 | 400 | 450 | –   | –   | 1250 |
| 7.   | Laurie Berthon      | –   | 350 | –   | 375 | –   | 450 | 1175 |
| 8.   | Yūmi Kajihara       | –   | 300 | –   | 325 | 400 | –   | 1025 |
| 9.   | Anita Stenberg      | 120 | 130 | 225 | 100 | 225 | 160 | 960  |
| 10.  | Annette Edmondson   | –   | –   | 375 | –   | 500 | –   | 875  |